# روجيريو مورايس فيريرا
روجيريو مورايس فيريرا مواليد 11 يناير 1994 في بليم، هو لاعب كرة يد برازيلي يلعب كمحور. يلعب حاليا مع نادي فاردار لكرة اليد ويحمل الرقم 13. مثل منتخب البرازيل لكرة اليد.

## روابط خارجية
- روجيريو مورايس فيريرا على موقع الاتحاد الدولي لكرة اليد (الإنجليزية)
- روجيريو مورايس فيريرا على موقع الاتحاد الأوروبي لكرة اليد (الإنجليزية)
- روجيريو مورايس فيريرا على موقع نادي كيل لكرة اليد (الألمانية)
- روجيريو مورايس فيريرا على موقع اللجنة الأولمبية الدولية (الإنجليزية)
- روجيريو مورايس فيريرا على موقع أوليمبيديا (الإنجليزية)